# 시라카와 공원 (나고야시)
시라카와 공원(白川公園)은 일본 아이치현 나고야시 나카구 사카에에 있는 공원이다. 공원 내에는 나고야시 과학관 및 나고야시 미술관 등이 있다.